# Adèle de Vermandois
Adèle de Vermandois ( - 960) I. Arnulf flamand gróf felesége volt.
Születési helye és ideje nem ismert. Szülei II. Heribert vermandois-i gróf és I. Róbert francia király lánya (a név nem maradt fenn).
934-ben kötött házasságot Arnulf flamand gróffal és a házasságból három utód született:
- Balduin ( - 962. január 1.), aki III. Balduin néven apja társuralkodója volt.
- Liutgard ( - 962. október 1.), férje Wichmann genti gróf
- Egbert ( - kb. 953. július 10. előtt)